# Jacob Carstensen
Jacob Frilund Carstensen (Kastrup, 10 settembre 1978) è un ex nuotatore danese.
Specializzato nello stile libero e nei misti, ha partecipato a tre edizioni consecutive del giochi olimpici: Atlanta 1996, Sydney 2000 e Atene 2004.

## Palmarès
- Mondiali in vasca corta

Göteborg 1997: oro nei 400m sl.
Mosca 2002: bronzo nei 400m misti.
- Europei in vasca corta

Sheffield 1998: bronzo nei 200m sl e nei 400m sl.
Anversa 2001: bronzo nei 400m sl e nei 400m misti.
Riesa 2002: argento nei 400m misti.